# Ewa Olejarz
Ewa Olejarz (ur. 1974 w Zabrzu) – polska poetka, dramaturg i prozaiczka.

## Życiorys
Publikowała m.in. w „Akancie”, „Arteriach”, „Migotaniach, przejaśnieniach”, „Śląsku”, „Toposie”. Pracuje jako nauczycielka historii w I Liceum Ogólnokształcącym im. prof. Zbigniewa Religi w Zabrzu. Mieszka w Zabrzu.

## Nagrody
- laureatka Turnieju Jednego Wiersza im. Rafała Wojaczka (2013)[3]
- laureatka Turnieju Jednego Wiersza im. Rafała Wojaczka (2014)[3]
- II Nagroda XII Ogólnopolskiego Konkursu Literackiego „Złoty Środek Poezji” na najlepszy poetycki debiut książkowy roku 2015 za tomik Milczenie placu zabaw[4].
- I nagroda III Ogólnopolskiego Konkursu na Tomik Wierszy Duży Format 2015 w kategorii przed debiutem[5] za projekt tomiku Pfu.
- II nagroda II Ogólnopolskiego Konkursu im. Tymoteusza Karpowicza 2016 na książkę poetycką za projekt tomiku pod roboczą nazwą Wiersze[6] (ukazał się ostatecznie pod tytułem Wszystko jest inaczej).

## Książki
- Milczenie placu zabaw (Towarzystwo Przyjaciół Sopotu, Sopot 2015[3]), seria Biblioteki Toposu, t. 115
- Pfu (Fundacja Duży Format, Warszawa 2015)
- Wszystko jest inaczej (Fundacja na Rzecz Kultury i Edukacji im. Tymoteusza Karpowicza, Wrocław 2016)
- mongolski cyrk (Instytut Mikołowski, Mikołów 2018)